# 캘리포니아 대학교 머세드
캘리포니아 대학교 머세드(영어: University of California, Merced)는 미합중국 캘리포니아주 머세드군 머세드 부근에 있는 공립 대학이다. 캘리포니아 대학교의 10번째이자 가장 최근에 세워진 캠퍼스이다.

## 역사
샌와킨 밸리 지역은 캘리포니아주에서 캘리포니아 대학교 캠퍼스가 없는 지역 가운데 가장 인구가 많은 곳이었는데, 1988년 5월 19일 캘리포니아 대학교 이사회에서 늘어나는 학생 수에 대응하고자 샌와킨 밸리에 새 캠퍼스를 짓기로 결정했다. 1995년 5월 19일에 이사회는 머세드를 새 캠퍼스의 부지로 낙점했다.
캘리포니아 대학교 머세드는 2001년 정식 캠퍼스를 세우기 전에 베이커즈필드에 위성 캠퍼스를 세웠다. 2002년 10월 25일에 캠퍼스 기공식을 가졌고, 2005년 9월 6일에 첫 수업이 있었다. 초대 총장으로 캐럴 톰린슨키지가 올랐고, 2007년에 강성모가 뒤를 이어 총장으로 부임했다. 2009년 5월 16일에 대학교의 첫 정식 졸업식에서 미셸 오바마가 축사를 했다.
2010년에 미국 인구조사국은 캘리포니아 대학교 머세드를 하나의 인구 조사 지정 구역으로 지정했고, 같은 해에 새로운 학생 기숙사가 들어섰다. 2013년에는 기존의 기숙사 옆에 새로운 학생 기숙사인 하프돔이 들어섰다.
2015년 1월 카네기 재단은 캘리포니아 대학교 머세드를 캘리포니아 대학교 데이비스, 캘리포니아 대학교 로스앤젤레스와 함께 지역사회 참여 기관으로 분류했다.
2015년 11월에 캘리포니아 대학교 이사회는 캘리포니아 대학교 머세드의 규모를 두 배로 늘리는 11억 4천만 달러 규모의 제안을 승인했다.
2015년 11월 4일에 이라크 레반트 이슬람 국가로부터 영향을 받은 외로운 늑대인 18살 학생 파이살 모하마드가 캠퍼스 안에서 수렵용 칼로 칼부림을 일으켜 네 명의 부상자가 발생했다. 피해자는 학생 두 명과 교직원 한 명, 그리고 건물 수리 작업을 하던 공사업체 직원 한 명으로 모두 생명에는 지장이 없었다. 가해자였던 모하마드는 학교 경찰에 의해 사살됐으며, 수갑과 석유 젤리, 야간 투시경, 안전망치, 덕트 테이프 등이 담긴 가방을 메고 있었다.

## 캠퍼스
캘리포니아 대학교 머세드의 캠퍼스는 요세미티호와 맞닿아 있고, 두 개의 송수로가 캠퍼스를 지나간다. 캠퍼스의 기본 설계는 스키드모어, 오윙스 앤드 메릴이 맡았다. 캠퍼스는 머세드의 중심부로부터 약 11 km 떨어져 있다.
컬리지언 도서관은 캠퍼스에서 처음으로 지어진 건물로, 2005년 가을 학기 동안에는 다른 강의동이 아직 지어지고 있는 동안 칼리지언 도서관에서 모든 수업이 열렸다. 도서관의 이름은 레오 컬리지언과 도티 컬리지언의 이름에서 따 왔는데, 레오 컬리지언은 캘리포니아 대학교 이사회에서 열 번째 캠퍼스를 짓기로 결정했던 1988년부터 캘리포니아 대학교 이사회 이사장을 지냈다.

## 교육
캘리포니아 대학교 머세드에는 2019년 가을 학기를 기준으로 22개의 전공 과정과 24개의 부전공 과정, 14개의 대학원 과정이 있다.

### 순위
캘리포니아 대학교 머세드는 2020년 《U.S. 뉴스 & 월드 리포트》 미국 대학 순위에서 104위, 공립 대학 순위에서 44위를 기록했고, 사회적 유동성 순위에서는 7위, 학부 교육 순위에서는 40위를 기록했다. 《워싱턴 먼슬리》가 발표한 2019년 미국 대학 순위에서는 53위를 기록했다.

### 입학
2019년 가을 학기에 캘리포니아 대학교 머세드에 지원한 학생들의 합격률은 66%였다. 《U.S. 뉴스 & 월드 리포트》는 캘리포니아 대학교 머세드의 입학 절차를 '선별적'이라고 평가했다.
2018년 가을 학기에 입학한 학생들 가운데 51.4%는 여성이었고 47.7%는 남성이었다.

## 같이 보기
- 캘리포니아 대학교